# Берестейське церковне намісництво
Берестейське намісництво (деканат) - церковно-адміністративна округа Берестейського крилоса Володимирської єпархії. 
У 1729 році охоплювало 52 парафії. Міських парафій 10. Візитація проводилась в 1784 році.

## Парафії
1. Бересть, Троїцька церква,
2. Бересть, Михайлівська церква
3. Верховичі, Воскресенська церква (1725, 1772)
4. Вістичі, Покровська церква (1725, 1772)
5. Вишничі
6. Гершони
7. Жещинка
8. Житин (1725, 1772)
9. Заболоття
10. Зводи, Успенська церква (1725, 1778)
11. Збунськ
12. Зубачі, Петро-Павлівська церква (1725, 1772)
13. Кобиляни, Покровська церква (1726)
14. Кодень, Свято-Духівська церква (1726, 1776)
15. Кодень, Михайлівська церква (1726, 1776)
16. Корощин
17. Косичі, Петро-Павлівська церква (1726, 1794)
18. Костомолоти
19. Кричів
20. Кустинь, Іванівська церква (1725, 1772)
21. Лобашев
22. Лищичі, Параскевич церква (1725, 1774)
23. Ляховці (1772)
24. Мотикали (1772)
25. Мищичі (1726, 1772)
26. Неплі (1726)
27. Остромичі
28. Сакі, Дмитровська церква (1726, 1794)
29. Сехновичі (1726, 1772)
30. Стави, Михайлівська церква (1725, 1783)
31. Степанки, Михайлівська церква (1726, 1795)
32. Сичі, Троїцька церква (1725, 1772)
33. Токарі, Семенівська церква (1725, 1784)
34. Тростяниця, Дмитріївська церква (1725, 1772)
35. Щебринь (1726, 1795)